# Szczepanowicze
Szczepanowicze (biał. Шчапанавічы; ros. Щепановичи) − wieś na Białorusi, w obwodzie grodzieńskim, w rejonie oszmiańskim, w sielsowiecie Graużyszki.

## Historia
W czasach zaborów okolica i folwark w okręgu wiejskim Wojnaryszki, w gminie Graużyszki, w powiecie oszmiańskim, w guberni wileńskiej Imperium Rosyjskiego. W 1866 okolica miała 184 mieszkańców w 22 domach, folwark był własnością Świebodowskich. W 1905 roku okolica liczyła 155 mieszkańców (własność Michałowskiego), folwark – 32 mieszkańców (własność Świebodowskich).
W latach 1921–1945 okolica i folwark leżały w Polsce, w województwie wileńskim, w powiecie oszmiańskim, w gminie Graużyszki.
W 1931 okolicę w 30 domach zamieszkiwały 193 osoby, folwark w 2 domach – 15 osób.
Wierni należeli do parafii rzymskokatolickiej w Graużyszkach. Miejscowość podlegała pod Sąd Grodzki w Holszanach i Okręgowy w Wilnie; właściwy urząd pocztowy mieścił się w Graużyszkach.